# Fernão Teles de Menezes

Fernão Teles de Menezes, Generalgouverneur von Portugiesisch-Indien

Dom Fernão Teles de Menezes (* um 1530 in Santarem, Portugal; † 26. November 1605 in Lissabon, Portugal) war ein portugiesischer Adliger, Militär und hoher Verwaltungsbeamter.
Er war der 18. Generalgouverneur des Estado da India, von Portugiesisch-Indien (1581) und zweimal Gouverneur der Algarve.

## Leben und Wirken
Dom Fernão Teles de Menezes entstammte einem uralten und bedeutenden Adelsgeschlecht in Portugal. Von 1573 bis 1578 war er der erste offizielle Gouverneur der Algarve mit Amtssitz in Lagos, den er dort einweihte und Lagos zur Hauptstadt machte. Seine zweite Amtszeit als Gouverneur der Algarve war von 1587 bis 1595.
1566 kam er erstmals nach Indien und stand später ab 1568 in Diensten von Vizekönig Dom Antão de Noronha, nach dem Rücktritt des Vizekönigs war er in den Diensten dessen Nachfolgers, Dom Luís de Ataíde, als Militär und hoher Offizier tätig. 
Vom 15. März 1581 bis zum 17. September 1581 war er für 7 Monate  Interimsgeneralgouverneur bis zur Ernennung und Ankunft seines Nachfolgers Dom Francisco de Mascarenhas.
Er heiratete Maria de Noronha, die Ehe blieb kinderlos. Während der Personalunion von Spanien und Portugal war er auch Kronrat von König Philipp I. von Portugal bzw. Philipp II. von Spanien, er war einer der Admirale der Spanischen Armada und Präsident des Kolonialrates sowie der Casa da Supliação, des damals höchsten Gerichtshofes in Portugal.
Dom Fernão Teles de Menezes starb am 26. November 1605 in Lissabon.

## Sensationelle Entdeckung seines Grabes 2011
2011 war bei Bauarbeiten im Museum für Natur und Wissenschaften in Lissabon hinter einer Trennwand das Grab mit Epitaph von Dom Fernão de Teles Menezes nach mehr als 60 Jahren Suche und 150 Jahren der Legendenbildung endlich gefunden worden. Das Grab besteht aus rosa Marmor und hat zwei Elefanten, die ursprünglich auf ihm standen. Es kann heute zu festen Öffnungszeiten besichtigt werden.
Dom Fernão war ein großer Anhänger des Ordens der Jesuiten. Als einer der höchsten Beamten Portugals wollte er etwas Bleibendes schaffen und gleichzeitig seinem Lieblingsorden etwas Gutes tun. So entschied er sich, auf dem Grundstück der Quinta de Cotovia, einem seiner Bauernhöfe, nahe dem Monte Olivete bei Lissabon, ein Noviziat, eine Schule für den Ordensnachwuchs der Jesuiten der Provinz Portugal, zu bauen.
1589 unterschrieb er die Gründungsurkunde in Anwesenheit von Ordensgeneral Claudio Acquaviva, der dafür extra nach Lagos, der damaligen Hauptstadt der Algarve, gekommen war. Das Ehepaar verpflichtete sich 20.000 Cruzados zu spenden; 1603 wurde der Grundstein gelegt. Im Gegenzug mussten die Jesuiten sich verpflichten, dort das Grab für das Stiftungsehepaar zuzulassen. Dom Fernão erlebte die Fertigstellung nicht mehr und starb zwei Jahre nach Grundsteinlegung, seine Frau führte die Bauarbeiten bis zu ihrem Tod weiter. Das Noviziat wurde 1619 unter dem Namen "Nossa Senhora da Assunção" (Unsere Liebe Frau von der Himmelfahrt) mit 15 Novizen aus Coimbra und Evora sowie einem Novizenmeister eröffnet. Auch seine Frau ließ sich dort beisetzen. 
Dann erlebten das Noviziat und das dazugehörige Grab eine wechselvolle Geschichte. Im Zuge des portugiesischen Bürgerkrieges und der Säkularisierung 1836 wurde das Haus aufgelöst und umgewidmet; dort befanden sich bis in die 1980er Jahre Fakultäten der Universität von Lissabon, bis diese in moderne Gebäude umzogen. Später war es zeitweise Sitz der Polytechnischen Hochschule von Lissabon und ist heute das Gebäude des Museums für Natur und Wissenschaften in Lissabon mit erheblichen Um- und Neubauten auch seit dem Erdbeben von Lissabon 1755. Das Grab wurde in einen Raum verfrachtet, der neben einer Wohnung eines Museumsbeamten lag. Da dessen Frau ein Grab neben dem Schlafzimmer nicht geheuer war, wurde 1951 eine Trennwand um das Grab gezogen und es geriet endgültig in Vergessenheit. 
Diese Wiederentdeckung regte die Forschung enorm an, da man vorher wenig von Dom Fernão, den Jesuiten und der spanischen Herrschaft in Portugal und dem portugiesischen Adel zu dieser Zeit wusste.